# Ophthalmolampis pakitza
Ophthalmolampis pakitza är en insektsart som beskrevs av Marius Descamps 1978. Ophthalmolampis pakitza ingår i släktet Ophthalmolampis och familjen Romaleidae. Inga underarter finns listade i Catalogue of Life.